# Bombus borealis
Bombus borealis es una especie de abejorro.
Es nativa del norte de Norteamérica, donde se encuentra en Canadá y Alaska y en el norte y este de los Estados Unidos contiguos.
La reina mide de 1,8 a 2,2 centímetros. Tiene pelos amarillos en el cuerpo y pelos pálidos a blancos en la cabeza. La obrera es similar en coloración y mide 1,3 centímetros de largo. El macho mide de 1,4 a 1,7 centímetros.
Esta especie se encuentra generalmente en bosques. Por lo general anida bajo tierra, y los machos se congregan para buscar pareja. Esta especie se alimenta de varios taxones de plantas, incluyendo Astragalus, cardos, zarzas silvestres, vara de oro, consuelda, tréboles y vezas.